# Juguete cómico
Los juguetes cómicos, subgénero dentro del Género Chico, fueron piezas teatrales compuestas en un acto que solíanse representar en España durante el siglo XIX. Podían ser piezas exclusivamente dramáticas o lírico-dramáticas, en el caso de que se intercalaran canciones y bailes populares por aquella época (polkas, machichas, garrotín, etc.). Fueron muy populares en lo que se llamó Teatro por horas.

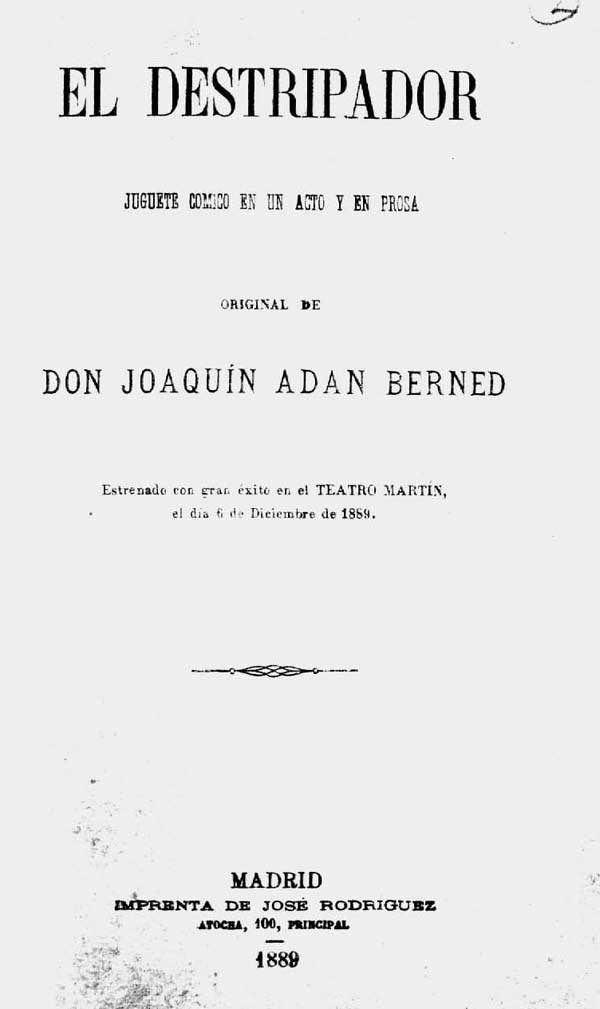
El destripador, juguete cómico de Joaquín Adán Berned.

## Orígenes
El juguete cómico se escribía con el objetivo de acompañar o complementar la función principal. Está influenciado por el vodevil francés, y se concebía como alternativa al sainete, más anticuado.

## Características
Este subgénero siempre se escribía en un acto, con o sin música y bailes. Se componía para pocos personajes, seis como máximo, desarrollándose la acción, normalmente en "Madrid, época actual". Tanto la trama como las características psicológicas de los personajes se mantenían dentro de unas constantes: un enredo amoroso en el que uno de los personajes genera el equívoco (recurso tomado del vodevil) y que transcurre en un ambiente de clase media urbana, sin uso de jergas carcelarias, chulescas, etc. Los finales, indefectiblemente, eran felices.

## Máximos exponentes
Tuvo mucho éxito, como creador de juguetes cómicos, el comediógrafo madrileño Vital Aza; otro autor relevante fue el calandino Joaquín Adán Berned.

### Libretos completos en línea
- Alvarez Quintero, Serafín; Alvarez Quintero, Joaquín (1910).  Velasco, ed. «Gilito: juguete cómico». Madrid.

- Datos: Q5954513